# Zerocalcare
Zerocalcare, pseudonimo di Michele Rech (Arezzo, 12 dicembre 1983), è un fumettista italiano.
Il nome d'arte "Zerocalcare" nacque quando, dovendo scegliersi un nome utente per partecipare a una discussione su Internet, s’ispirò al ritornello della pubblicità televisiva di un prodotto anti-calcare per ferro da stiro, che veniva trasmessa in quel momento. Alla fine del 2019 ha raggiunto il traguardo del milione di copie vendute dei suoi libri.

## Biografia
Nato ad Arezzo dove lavorava temporaneamente il padre, romano di Rebibbia, e residente alla nascita a Camucia, frazione di Cortona, cresce prima in Francia, paese d'origine della madre, e poi a Roma (zona Rebibbia-Ponte Mammolo), dove frequenta il Lycée Chateaubriand. I genitori divorziano e Zerocalcare viene cresciuto dalla madre assieme alla sua compagna.
Inizia l'attività di fumettista alla fine delle scuole superiori, realizzando un racconto a fumetti delle giornate del G8 di Genova del luglio 2001. Partecipa alle edizioni di Crack Fumetti Dirompenti al Forte Prenestino e a numerose manifestazioni organizzate in centri sociali italiani, per i quali ha illustrato innumerevoli locandine per concerti e manifestazioni, oltre che copertine di dischi e fanzine per artisti di genere punk rock, hardcore e Oi!. Ha collaborato a Radio Onda Rossa, per la quale ancora oggi partecipa a campagne di sottoscrizione.
A partire dal 2003 ha lavorato come illustratore presso il quotidiano Liberazione e collaborato con il settimanale Carta, con il mensile la Repubblica XL (spazio italian underground), con la rivista Canemucco e ha scritto il webcomic Safe Inside per la divisione online della DC Comics, Zuda Comics.

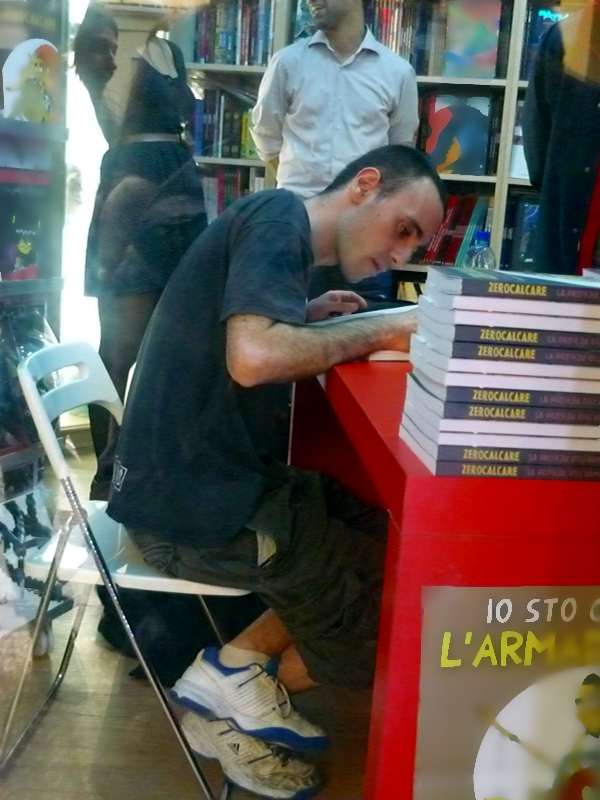
Zerocalcare nel 2012, mentre autografa le copie dei suoi libri

Nel 2006 pubblica due storie sul volume a fumetti GeVsG8. Nel 2007 realizza in collaborazione con Push/R il fumetto La politica non c'entra niente, che trae spunto dall'omicidio di Renato Biagetti. Nel 2011 pubblica in occasione del decennale del G8 di Genova una storia autobiografica dal titolo A.F.A.B.
Nell'ottobre 2011 pubblica il suo primo albo a fumetti dal titolo La profezia dell'armadillo, prodotto dal disegnatore Makkox, che in breve tempo riscuote grande successo e viene ristampato per cinque volte, arrivando nel 2021 a 200 000 copie vendute; successivamente ne viene realizzata un'edizione a colori dalla BAO Publishing. Il titolo dell'albo è dovuto al personaggio dell'Armadillo, quasi sempre presente nelle storie di Zerocalcare, che rappresenta una proiezione della personalità dello stesso autore.
A partire dal novembre 2011 avvia un blog a fumetti, zerocalcare.it, in cui pubblica brevi racconti a sfondo autobiografico; il sito è visitato ogni giorno da migliaia di lettori. Questo progetto è un esempio di blog dei fumetti, genere fiorente in Francia ma ancora sconosciuto in Italia. Nel marzo 2012 il blog di Zerocalcare ottiene una nomination per la categoria Miglior Webcomic nel Premio Attilio Micheluzzi-Comicon 2012. A settembre 2012 il blog vince il premio Macchianera Award 2012 come "Miglior disegnatore-vignettista".
Nell'ottobre 2012 pubblica il suo secondo albo a fumetti, dal titolo Un polpo alla gola. Nel 2017 ha ricevuto il Premio Giornalistico Archivio Disarmo - Colombe d'oro per la Pace, assegnato nell'ambito della trentatreesima edizione del premio.
Nello stesso mese vince a Lucca Comics & Games il Gran Guinigi per la migliore storia breve. Nell'aprile 2013 BAO Publishing ha pubblicato Ogni maledetto lunedì su due, libro dove sono raccolte le strip del blog di Zerocalcare (più il racconto A.F.A.B.) con una serie di strisce inedite a fare da collante tra le varie strip. In occasione della prima presentazione del libro (il 9 maggio presso il centro sociale Csoa eXsnia di Roma) l'autore ha spiegato che il pessimismo e l'amarezza del racconto inedito servono ad esprimere la rabbia ed il disagio della sua generazione. Il volume ha avuto un ottimo riscontro commerciale tanto da ottenere un'immediata ristampa.
All'agosto del 2013 la prima tiratura di Ogni maledetto lunedì su due, di 20 000 copie, è quasi esaurita ed è stata ordinata la sua prima ristampa, la quinta di Un polpo alla gola e la sesta di La profezia dell'armadillo. Il 31 maggio 2013 BAO Publishing annuncia un nuovo volume dell'autore che parlerà di zombi a Rebibbia e avrà per personaggio principale Secco, l'amico di Calcare che vive di poker online e intitolato Dodici. A metà luglio invece viene resa nota la sua collaborazione al libro Kansas City, Anno II, scritto da Diego Bianchi e Simone Conte, che racconta il campionato della Roma in romanesco e per il quale Zerocalcare ha prodotto i disegni. Nel 2013 Zerocalcare scrive insieme a Valerio Mastandrea la sceneggiatura per un film live action tratto da La profezia dell'armadillo.

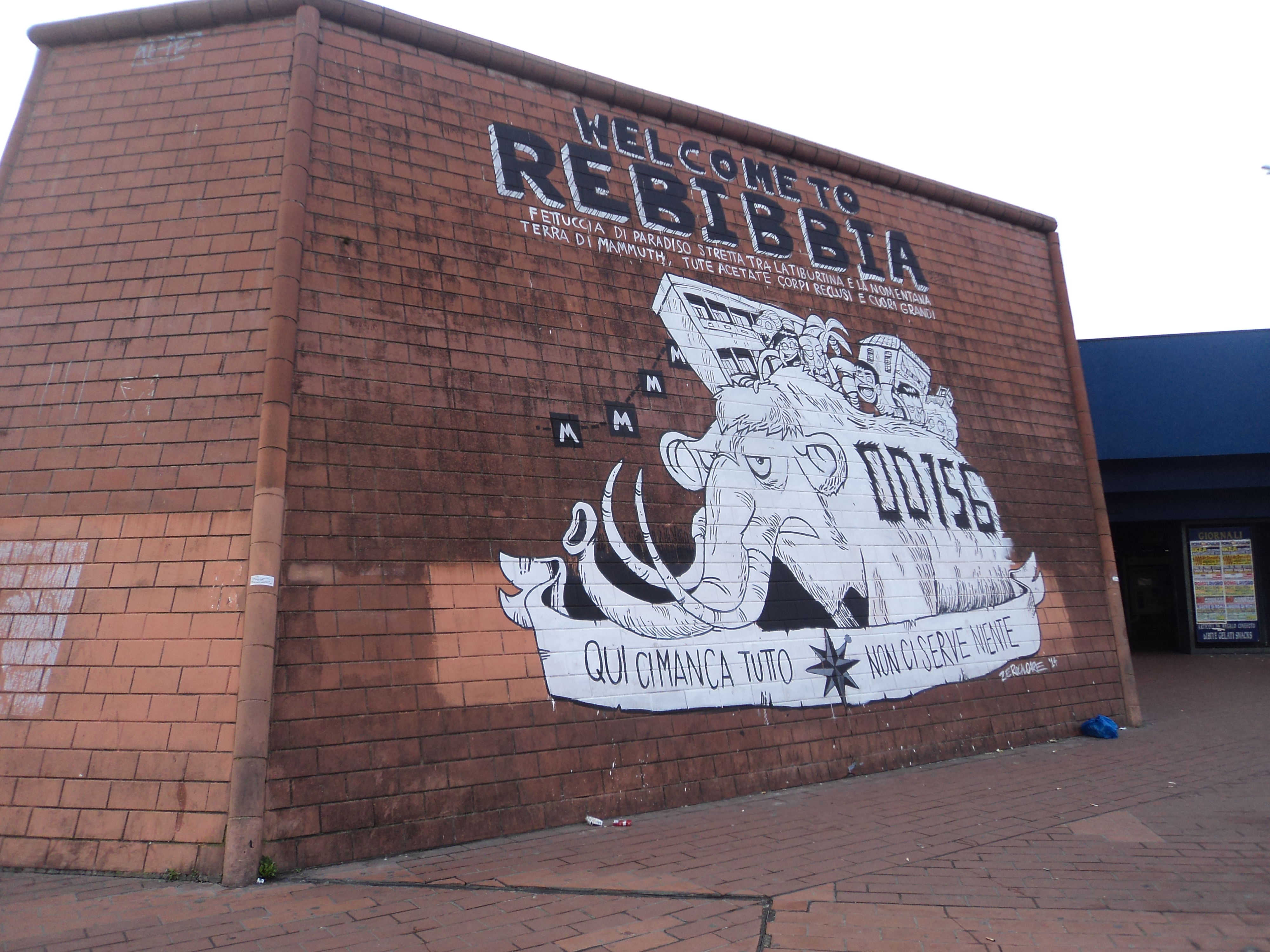
Murale di Zerocalcare nella stazione di Rebibbia della metropolitana di Roma

Il 14 luglio 2014 l'editore milanese BAO Publishing ha reso pubblica la copertina del romanzo a fumetti di Zerocalcare Dimentica il mio nome, uscito poi il 16 ottobre dello stesso anno. Il 13 settembre 2014 vince il premio "satira politica di Forte dei Marmi" nella categoria "Disegno satirico". Sempre da settembre collabora con la rivista Best Movie, recensendo film e serie TV. Fra la sera del 2 e il giorno 3 dicembre 2014, Zerocalcare realizza un murale di 40 metri quadrati nei pressi dell'uscita della metropolitana di Rebibbia, quartiere di Roma dove risiede. L'8 dicembre 2014 Zerocalcare vince il premio "Libro dell'anno" della trasmissione Fahrenheit di Rai Radio 3.
Il 16 gennaio 2015 sulla rivista Internazionale è stato pubblicato un reportage a fumetti scritto e disegnato da Zerocalcare. L'approfondimento, intitolato Kobane Calling, è incentrato sul conflitto tra curdi e Stato Islamico in corso lungo il confine turco-siriano. Detto numero comprensivo d'inserto è stato ristampato la settimana successiva, essendo andato esaurito in tutte le edicole d'Italia. Il 10 maggio 2015, vengono pubblicate su la Repubblica sei pagine a fumetti di Zerocalcare intitolate La Città del Decoro. Sempre nel 2014 realizza una vignetta di introduzione all'albo PK - Gli Argini del Tempo della collana Topolino Limited De Luxe Edition.
Nel 2015 è secondo nel Premio Strega Giovani con Dimentica il mio nome, nello stesso anno pubblica L'elenco telefonico degli accolli, che raccoglie vignette del blog e inediti, e in ottobre pubblica su Internazionale un reportage sull'incontro con Nasrin Abdalla, leader della YPJ, l'organizzazione militare curda femminile che combatte contro lo Stato Islamico, avvenuto al confine turco-siriano. Nell'aprile 2016 le storie pubblicate su Internazionale vengono raccolte nel volume Kobane Calling, in cui sono presenti i racconti inediti dei viaggi tra Turchia, Iraq e Siria compiuti dall'autore.
Nel 2017 Kobane Calling ha vinto il Premio Micheluzzi come "miglior fumetto" al Napoli Comicon. Presenta su Repubblica TV il nuovo progetto Macerie prime, nel novembre del 2017. Il 14 gennaio 2018 viene pubblicato su L'Espresso Questa non è una partita a bocce, fumetto satirico incentrato sul fenomeno dei movimenti neofascisti in Italia. Il 7 maggio 2018 viene pubblicato Macerie Prime sei mesi dopo, che riprende le vicende narrate nel precedente Macerie prime del novembre 2017.

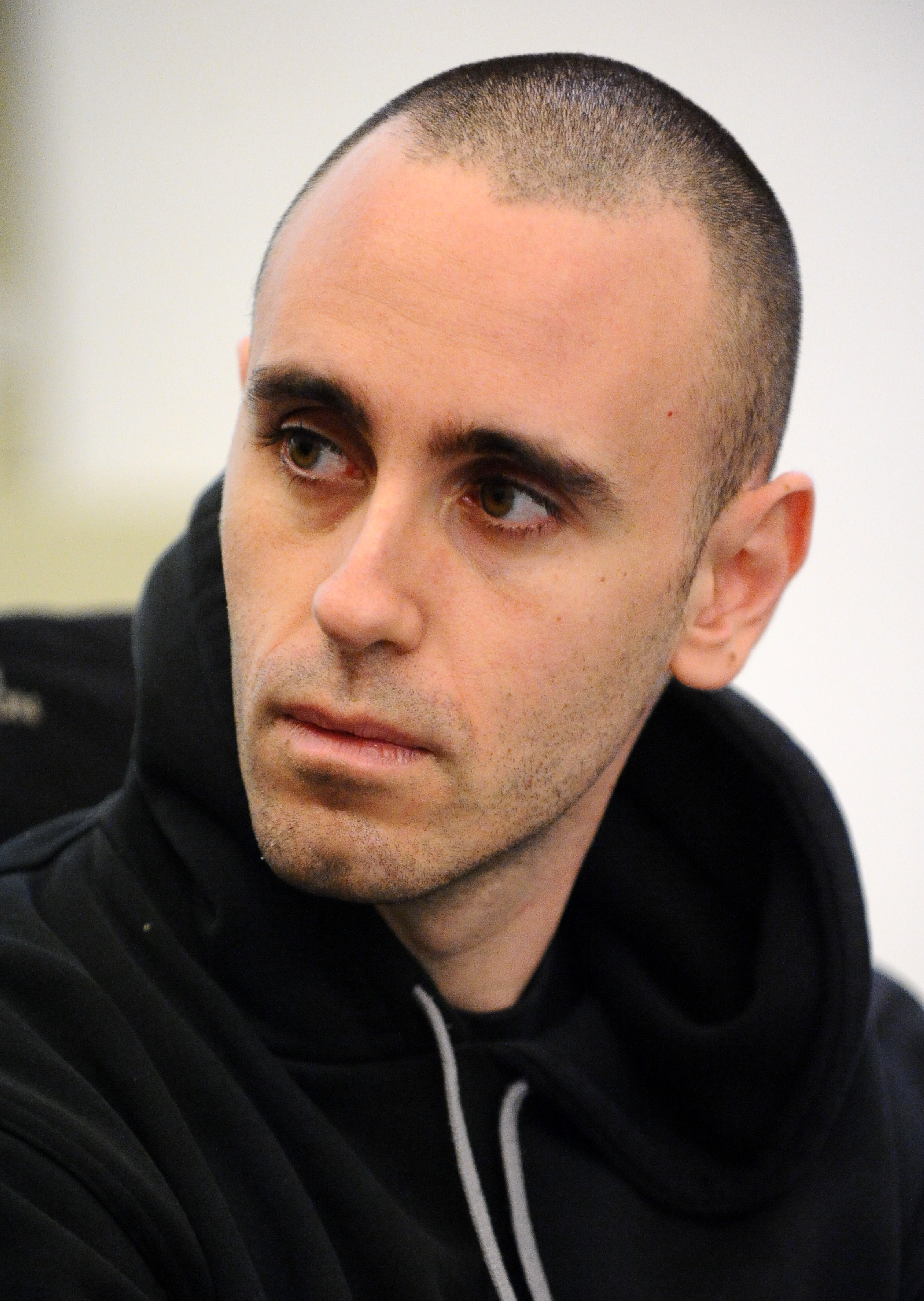
Zerocalcare nel 2012

Nel 2018 arriva finalista al Prix des libraires du Québec con il graphic novel Dimentica il Mio Nome. Dal 10 novembre 2018 a fine marzo 2019, il MAXXI ospita Zerocalcare. Scavare fossati · Nutrire coccodrilli, la prima mostra personale a lui dedicata. Tale mostra è stata corredata di un catalogo edito da Bao Publishing per le edizioni da libreria e fumetteria e da GEDI Gruppo Editoriale per la versione da edicola allegata a la Repubblica o L'Espresso. A settembre pubblica in Francia una nuova edizione di Kobane Calling, aggiornata sugli ultimi sviluppi di allora del conflitto tra Curdi e Stato Islamico e pubblicata in Italia a maggio 2020, con il titolo Kobane Calling. Oggi. Nell'ottobre del 2019 disegna per la prima volta una copertina per L'Espresso.
L'8 novembre è uscita la canzone In questa città di Max Pezzali, e la cover della canzone viene disegnata proprio da Zerocalcare. L'artista non ha mai nascosto in passato di essere un fan dell'ex cantante degli 883. Ha disegnato anche la cover di Sembro matto, altro singolo di Max Pezzali, uscito il 6 marzo 2020. Ha scritto l'introduzione di TRANSito, fumetto di Ian Bermúdez a tema transgender con i disegni di David Cantero, uscito a marzo 2020.
Nell'autunno del 2020 viene pubblicata Rebibbia Quarantine, una serie di corti animati trasmessi su LA7 nel programma Propaganda Live. Parallelamente escono i libri Scheletri, graphic novel pubblicato il 15 ottobre, e A babbo morto. Una storia di Natale, uscito il 12 novembre.
Il 21 dicembre 2020 viene pubblicato il teaser di Strappare lungo i bordi, serie animata uscita il 17 novembre 2021 sulla piattaforma streaming Netflix, di cui il fumettista è autore e interprete. La serie diventa rapidamente il primo prodotto italiano a finire tra le tendenze di Netflix e il più visto in Italia. Nel 2022 Zerocalcare vince il Premio Sergio Bonelli grazie alla serie.
Subito dopo la pubblicazione della serie animata, il 25 novembre 2021 pubblica Niente di nuovo sul fronte di Rebibbia, raccolta antologica di fumetti riguardanti il periodo della pandemia di Covid-19, la preparazione della serie televisiva ed episodi introspettivi dell'autore; a pochi giorni dalla pubblicazione l'opera si piazza al primo posto nella classifica dei libri più venduti in Italia su base settimanale.
A maggio del 2022 Netflix annuncia una nuova collaborazione con Zerocalcare per la realizzazione di una serie TV, nella quale sarà mantenuto lo staff di Strappare lungo i bordi, e si intitolerà Questo mondo non mi renderà cattivo. Nello stesso anno appare in un cameo nel film Margini di Niccolò Falsetti, per il quale ha realizzato anche la locandina e la copertina dell'album della colonna sonora.
Il 4 ottobre 2022 viene pubblicato No Sleep Till Shengal, con una tiratura di 234 000 copie, nel quale racconta il suo viaggio in Iraq e in particolare della repressione degli ezidi nel paese. No Sleep Till Shengal è stato il fumetto più venduto in Italia nel 2022.
Dal 15 dicembre 2022 al 7 aprile 2023, la Fabbrica del Vapore di Milano ha ospitato la seconda mostra di Zerocalcare, dal titolo Zerocalcare. Dopo il botto. Tale mostra è stata poi corredata da un catalogo edito da Bao Publishing.
L'8 giugno 2023, a Roma, viene presentata in anteprima la serie Netflix Questo mondo non mi renderà cattivo.

## Vita privata
Aderisce allo stile di vita straight edge (particolare filosofia di vita generatasi nell'ambiente hardcore punk), che prevede l'astinenza dal consumo di tabacco, alcool e droghe.

## Opere

### Volumi
- La profezia dell'armadillo, Edizioni Graficart, 2011, ISBN 9788889021446.
  -  La profezia dell'armadillo – Colore 8 bit, BAO Publishing, 2012, ISBN 9788865431030.
  -  La profezia dell'armadillo. Artist edition, BAO Publishing, 2017, ISBN 9788865438534.
  -  La profezia dell'armadillo – Audiolibro, Storytel, 2023, ISBN 9789179897086.
- Un polpo alla gola, BAO Publishing, 2012, ISBN 9788865431139.
  -  Un polpo alla gola. Nuova edizione deluxe, BAO Publishing, 2019, ISBN 9788832732962.
- Ogni maledetto lunedì su due, BAO Publishing, 2013, ISBN 9788865431559.
  -  Ogni maledetto lunedì su due. Nuova edizione, BAO Publishing, 2022, ISBN 9788832737097.
- Dodici, BAO Publishing, 2013, ISBN 9788865431801.
- Dimentica il mio nome, BAO Publishing, 2014, ISBN 9788865432549.
- L'elenco telefonico degli accolli, BAO Publishing, 2015, ISBN 9788865435014.
- Kobane Calling, BAO Publishing, 2016, ISBN 9788865436189.
  -  Kobane Calling. Oggi, BAO Publishing, 2020, ISBN 9788832734591.
  -  Kobane Calling - audiolibro, BAO Publishing, 2021, ISBN 9789179897079.
- Macerie prime, BAO Publishing, 2017, ISBN 9788865439760.
- Dylan Dog presenta Groucho: Lo sbucciacipolle, Sergio Bonelli Editore, 2017.
  -  Lo sbucciacipolle, in Dylan Dog Color Fest, n. 42, Sergio Bonelli Editore, 2022.
- Macerie prime - Sei mesi dopo, BAO Publishing, 2018, ISBN 9788832730760.
- Prossima fermata. Una storia per Renato, con Erre Push, Elementi Kairos, 2018.
- Educazione subatomica, collana Comics&Science, CNR Edizioni, 2018, ISBN 9788880803171.
  -  Educazione subatomica, in Comics&Science, vol. 1, Feltrinelli Comics, 2022, ISBN 9788807550997.
- Scavare fossati, nutrire coccodrilli, BAO Publishing, 2018, ISBN 9788832732108.
- La scuola di pizze in faccia del professor Calcare, BAO Publishing, 2019, ISBN 9788832733259.
- Scheletri, BAO Publishing, 2020, ISBN 9788832734898.
- A babbo morto. Una storia di Natale, BAO Publishing, 2020, ISBN 9788832735512.
  - A babbo morto. Una storia di Natale - audiolibro, Storyside, 2020, ISBN 9789180131957.
- Niente di nuovo sul fronte di Rebibbia, BAO Publishing, 2021, ISBN 9788832736571.
- No Sleep Till Shengal, BAO Publishing, 2022, ISBN 9788832737493.
- Dopo il botto, BAO Publishing, 2023, ISBN 9788832738360.
- Zerocalcare Animation Art Book, BAO Publishing, 2023, ISBN 9788832739060.
- Enciclopedia calcarea. Guida ragionata all’universo di Zerocalcare, BAO Publishing, 2023, ISBN 9788832739312.
- Quando muori resta a me, BAO Publishing, 2024, ISBN 9791256210091.
- Questa notte non sarà breve, Momo Edizioni, 2024, ISBN 979-12-80298-60-7.

### Strisce
- Precariopolis, in la Repubblica XL, n.2, ottobre 2005.
- La nostra storia alla sbarra, in Ge vs G8. Genova a fumetti contro il G8, Rimini, Nda Press, 2006, ISBN 9788889035320.
- Genova non è finita, in Ge vs G8. Genova a fumetti contro il G8, Rimini, Nda Press, 2006, ISBN 9788889035320.
- Sport sotto assedio, scritto da Cristina Petrucci, in la Repubblica XL, ottobre 2007.
- La colpa è che abbozzano sempre, in Zero tolleranza. Fumetti politicamente scorretti, BeccoGiallo, 2008, ISBN 9788885832466.
- Vite di paglia, in Sherwood Comix. Immagini che producono azioni, Edizioni NPE, 2009, ISBN 9788888893648.
- L'anonimo, in Il Canemucco, n. 1, Coniglio Editore, 2010.
- Effecinque, in Il Canemucco, n. 2, Coniglio Editore, 2010.
- L'ospite, in Il Canemucco, n. 4, Coniglio Editore, 2010.
- Il climattivista, in Global Warming. Immagini che producono azioni, Rimini, Nda Press, 2010, ISBN 9788889035450.
- Il Bignami del Balocco Studentesco, in ANTIFA!nzine, n. 1, Roma, Free Ink!, 2011.
- Colloqui, in ANTIFA!nzine, n. 2, Roma, Free Ink!, 2011.
- Neet Kidz, in Internazionale, 2012.
- Sparare a zero, in Best Movie, 2014-.
- Kobane Calling, in Internazionale, n. 1085, 16 gennaio 2015,  pp. 33-74, ISSN 1122-2832 (WC · ACNP).
- Se Zerocalcare avesse scelto un panda anziché un armadillo? in  A Panda piace fare i fumetti degli altri, Panini Comics, 2015, ISBN 9788891209542.
  - Se Zerocalcare avesse scelto un panda anziché un armadillo? in  Sono una testa di panda, BAO Publishing, 2023, ISBN 9788832739336.
- La città del decoro (Città dei Puffi), in la Repubblica, 10 maggio 2015., 7 tavole
- Ferro e piume, in Internazionale, n. 1122, 2 ottobre 2015,  pp. 47-74, ISSN 1122-2832 (WC · ACNP).
- Groviglio, in La Repubblica, 24 dicembre 2016,  p. 69.
- Così passi dalla parte del torto, in  La rabbia, Einaudi Stile Libero Extra, 2016, ISBN 9788806230937.
- Questa non è una partita a bocce, in l'Espresso, 14 gennaio 2018.
- C'è un quartiere che resiste, in Internazionale, n. 1300, 29 marzo 2019, ISSN 1122-2832 (WC · ACNP).
- Macelli, in Internazionale, n. 1316, 19 luglio 2019,  pp. 38-69.
- Lontano dagli occhi, lontano dal cuore, in Internazionale Extra, n. 13, dicembre 2020.
- Romanzo sanitario, in l'Espresso, 28 marzo 2021.
- La dittatura immaginaria, in Internazionale, n. 1409, 14 maggio 2021,  pp. 49-75.
- Etichette, in Internazionale, n. 1418, 16 luglio 2021,  pp. 46-79.
- Dubbi confusi su un presente lacerato Parte 1, in L'Essenziale, n. 1, 6 novembre 2021,  pp. 13-16.
- Dubbi confusi su un presente lacerato Parte 2, in L'Essenziale, n. 2, 13 novembre 2021,  pp. 14-16.
- Dubbi confusi su un presente lacerato Parte 3, in L'Essenziale, n. 3, 20 novembre 2021,  pp. 14-18.
- Strati, in L'Essenziale, n. 15, 19 febbraio 2022.
- La voragine, in L'Essenziale, 5 dicembre 2022.
  -  La voragine, in Internazionale, n. 1490, 9 dicembre 2022,  pp. 51-60.
- Regà non ho capito, in Scottecs Gigazine, n. 1, Roma, Gigaciao, 5 luglio 2023,  p. 80.
- Cortocircuito. Appunti e cronistoria della vicenda Lucca Comics, in www.internazionale.net, 3 novembre 2023.
  -  Cortocircuito. Appunti e cronistoria della vicenda Lucca Comics, in Internazionale, n. 1537, 10 novembre 2023.
- In fondo al pozzo. Una storia di nazisti, galera e responsabilità, in Internazionale, n. 1545, 12 gennaio 2024.
- Questa notte non sarà breve, in Internazionale, n. 1553-1556, 8 marzo 2024 - 29 marzo 2024.
- Una giornata a Budapest. Diario di un'udienza del processo a Ilaria Salis, in Internazionale, n. 1557, 5 aprile 2024.
- Non è risolto niente, in Internazionale, n. 1566, 7 giugno 2024.
- La foresta contro il deserto. Una storia di quartiere che parla di tutto il mondo, in Internazionale, n. 1603, 28 febbraio 2025.

### Saggi e critica
- Sara Pavan (a cura di), Il potere sovversivo della carta, Milano, Agenzia X, 2014, ISBN 9788895029740.
- Giorgio De Finis e Irene Di Noto, Senza Metropoliz non è la mia città, AAVV, Roma, Bordeaux, 2020, ISBN 9788832103984.[66]
- A.A.V.V., Case di carta, collana Birrette, People, 2020, ISBN 978-88-3208-999-8.
- Supporto legale (a cura di), Nessun rimorso. Genova 2001-2021, Roma, Coconino Press, 2021, ISBN 9788876185700.
- Giulio Armeni, Manuale di filosofia coatta, 2ª ed., Roma, Momo Edizioni, 2022  [2019], ISBN 9791280298249.
- A.A.V.V., Fumetti di menare, Aprilia, In Your Face Comix, 2023, ISBN 9788897571612.
- A.A.V.V., Pensare l’impensabile, tentare l’impossibile. A fianco di Alfredo, contro ergastolo e 41 bis, Milano, Colibrì Edizioni, 2023, ISBN 9788897206996.

### Prefazioni
- Claudio Calia, Piccolo atlante geografico dei centri sociali italiani, BeccoGiallo, 2014, ISBN 9788897555827.
- Rojava Calling, Kobane, diario di una resistenza: Racconti di una staffetta di solidarietà (Sulla frontiera), Edizioni Alegre, 2016, ISBN 9788898841172.
- Boulet, Appunti di Vita, vol. 2, BAO Publishing, 2017, ISBN 9788865435298.
- Manu Larcenet, Faremo Senza, Coconino Press, 2017, ISBN 9788876183720.
- Giacomo Bevilacqua, A Panda piace. Questo nuovo libro qui, Feltrinelli Comics, 2018, ISBN 9788807550034.
- Claudio Calia, Dossier TAV. Una questione democratica, BeccoGiallo, 2019, ISBN 9788833140704.
- Ian Bermúdez Raventós, TRANSito, illustrazioni di David Cantero, Roma, Momo Edizioni, 2020, ISBN 9788894462463.
- Cristiano Rea, Pank! 1977-2022, Roma, Goodfellas Edizioni, 2022, ISBN 9788899770280.

### Copertine
- Fumo di China n. 231, ottobre 2012.
- l tacco del Duka. Radiocronache dai bassifondi, Roma, Agenzia X, 2013, ISBN 9788895029733.
- I Kill Giants, BAO Publishing, 2013, ISBN 9788865431740. (sovraccopertina variant)
- Guardiani della Galassia n. 0, Panini Comics, ottobre 2014 (copertina variant)[67]
- Un viaggio che non promettiamo breve. Venticinque anni di lotte No Tav, Einaudi Stile Libero Big, maggio 2015, ISBN 9788806225643.
- Appunti di vita, vol. 1, BAO Publishing, luglio 2015, ISBN 9788865432907. (copertina variant)
- Honky Tonk Samurai, Einaudi, dicembre 2015, ISBN 9788806234331.
- Lo chiamavano Jeeg Robot, La Gazzetta dello Sport, febbraio 2016. (copertina variant)
- Fortopìa – Storie d’amore e d’autogestione, CSOA Forte Prenestino, maggio 2016, ISBN 9788890001086.
- Smetto quando voglio - Masterclass, La Gazzetta dello Sport, gennaio 2017. (copertina variant)
- Linus, gennaio 2017.[68]
- Stelle o sparo, BAO Publishing, 2018.[69]
- Best Movie n.7, luglio 2017.
- Dylan Dog: Mater Dolorosa, Sergio Bonelli Editore, gennaio 2018. (copertina variant)
- Ipocondria, Woodworm, maggio 2018.
- Il Bene Comune n.03/04, maggio 2018, ISSN 2036-6698 (WC · ACNP),
- Go Home - A Casa Loro, Luna Gualano, maggio 2019.
- In questa città, Warner Music Italy, novembre 2019.
- Absolute Carnage, Panini Comics, gennaio 2020. (copertina variant)[70]
- La vostra libertà e la mia. Abdullah Öcalan e la questione curda nella Turchia di Erdogan, Milano, Edizioni Punto Rosso, febbraio 2020, ISBN 9788883512384.
- Più rosso d'amor. Storia di Valerio Verbano, Collettivo CSA Astra/Lab Puzzle, febbraio 2020.[71]
- Sembro matto, Warner Music Italy, marzo 2020.
- FQ Millennium agosto 2020.
- Lascio il lavoro. Racconti favolosi, Roma, Momo Edizioni, settembre 2020, ISBN 9788894513325.
- Middlewest, vol. 1, BAO Publishing, ottobre 2020, ISBN 9788832734560. (copertina variant)
- Dinamoprint n.2, dicembre 2020.
- Strappati lungo i bordi, Woodworm, Universal, novembre 2021. (album)
- Breve storia dei gas lacrimogeni. Dai campi di battaglia della Prima guerra mondiale alle strade di oggi, Urbino, Edizioni Malamente, marzo 2022, ISBN 9791280497048.
- Smoking Cat n. 2, marzo 2022, ISBN 9791281240025.[72]
- Ognuno ride a modo suo. Storia di un bambino irriverente e sbilenco, Rizzoli, maggio 2022, ISBN 9788817163187.
- I santi d'argento, Magazzini Salani, settembre 2022, ISBN 9788831014137.
- Margini, C.S. Lebowski, settembre 2022.
- I Cavalieri dello Zodiaco - Saint Seya Final Edition, vol. 1, Star Comics, ottobre 2022, ISBN 9788822637949. (copertina variant)
- Metamorphosis, BAO Publishing, ottobre 2022, ISBN 9788832737547. (copertina variant)
- La montagna sola. Gli ezidi e l'autonomia democratica di Şengal, Edizioni Alegre, novembre 2022, ISBN 9788832067835.
- La muraglia umana. Le lotte dei facchini nella logistica, Roma, Momo Edizioni, marzo 2023, ISBN 9791280298362.
- Prospettiva Quadraro. Qual è la libertà?, Arezzo, Setteponti, maggio 2023, ISBN 9791281005143.
- Sei in un paese meraviglioso, Woodworm, Universal, dicembre 2023. (album)
- Vecchi di merda. La società segreta contro i giovani, Roma, Momo Edizioni, ottobre 2023, ISBN 9791280298386.
- a Oltranza. (Dis)avventure di una vecchia groupie, Torino, Miraggi Edizioni, ottobre 2023, ISBN 9788833862576.
- Nicaragua. Monologhi e poesie di un attore non famoso, Roma, Momo Edizioni, dicembre 2023, ISBN 9791280298416.
- Lettera alla scuola. Leggere Don Milani oggi, Feltrinelli, febbraio 2024, ISBN 9788858858806.
- Still Offensive, marzo 2023. (album)
- Spider-Boy, n. 1, Panini Comics, aprile 2024. (copertina variant)[73]
- Vecchi di merda 2. Sei mesi dopo, Roma, Momo Edizioni, maggio 2024, ISBN 9791280298508.
- Finzioni n.56, 12 luglio 2024
- Il più grande attacco alla libertà di protesta della storia repubblicana italiana, Roma, Momo Edizioni, novembre 2024, ISBN 979-12-80298-66-9.
- Il manifesto, 30 marzo 2025
- One Health. Pensare le emergenze del pianeta, Il Saggiatore, marzo 2025, ISBN 978-88-4283-565-3.

Copertine per L'Espresso
- 15 aprile 2018 - Chi ha tradito i Curdi
- 20 ottobre 2019 - Li abbiamo traditi[47]
- 23 maggio 2021 - Su il sipario[74]
- 4 luglio 2021 - Genova Luglio 2001[75]
- 22 maggio 2022 - Guerre dimenticate[76]

Copertine per Internazionale
- 12 gennaio 2024 - In fondo al pozzo. Una storia di nazisti, galera e responsabilità
- 28 febbraio 2025 - La foresta contro il deserto. Una storia di quartiere che parla di tutto il mondo

## Filmografia

### Sceneggiatore
- La profezia dell'armadillo (2018)

### Doppiatore
- ARF!: Il film (2015)
- Margini (2022)

## Televisione
- Fumettology - puntata 02×05 (Rai 4, 2014)
- Liberi e pensanti. Uno maggio Taranto (LA7, 2020)
- Rebibbia Quarantine (LA7, 2020)
- Strappare lungo i bordi (Netflix, 2021)
- Questo mondo non mi renderà cattivo (Netflix, 2023)

## Videoclip
- Ipocondria, Giancane (2018)
- Favole, Gli Ultimi (2021)

## Riconoscimenti
Premi
- 2009: Zuda Comics Competition del gennaio del 2009 per Safe Inside.
- 2012:
  - Macchianera Awards come "Miglior disegnatore".
  - Premio de La Repubblica XL per La profezia dell' armadillo.
  - Premio Attilio Micheluzzi del Napoli Comicon al "miglior webcomic" per zerocalcare.it.
- 2013:
  - Premio de La Repubblica XL per Un polpo alla gola
  - Premio Attilio Micheluzzi del Napoli Comicon al "miglior fumetto" per Un polpo alla gola
  - Premio Archivio Disarmo - Colombe d'Oro per la Pace.
  - Premio Gran Guinigi del Lucca Comics & Games alla "miglior storia breve" per La profezia dell' armadillo.
- 2014:
  - Premio Satira politica di Forte dei Marmi al "miglior disegno satirico"
  - Premio del pubblico "Libro dell'anno" di Fahrenheit per Dimentica il mio nome
- 2017:
  - Premio giornalistico Archivio Disarmo "Colombe d'Oro per la Pace"[77]
  - Premio Attilio Micheluzzi del Napoli Comicon alla "Miglior storia breve" per Kobane Calling
- 2018: Premio Speciale del Pubblico Mondadori al Napoli Comicon per Dimentica il mio nome
- 2021: Fabrique Award di Fabrique du Cinéma alla "Migliore Serie TV" per Strappare lungo i bordi[78]
- 2022: Premio Sergio Bonelli di Bonelli e del Cartoons on the Bay per Strappare lungo i bordi
- 2022: Diversity Media Award alla "Migliore serie TV italiana" per Strappare lungo i bordi[79]
- 2023:
  - Premio Terzani per No Sleep Till Shengal[80]
  - Premio Feltrinelli per le arti (categoria "Graphic novels")[81]

Riconoscimenti
- 2015: Secondo classificato al Premio Strega nella categoria "giovani" per Dimentica il mio nome
- 2018: Finalista al Prix des libraires du Québec nella categoria "bandes desinnées hors Québec" per Dimentica il mio nome[82]